# Kostelec u Heřmanova Městce
Kostelec u Heřmanova Městce är en ort i Tjeckien.   Den ligger i regionen Pardubice, i den centrala delen av landet, 90 km öster om huvudstaden Prag. Kostelec u Heřmanova Městce ligger 343 meter över havet och antalet invånare är 278.
Terrängen runt Kostelec u Heřmanova Městce är platt åt nordost, men åt sydväst är den kuperad. Terrängen runt Kostelec u Heřmanova Městce sluttar norrut. Runt Kostelec u Heřmanova Městce är det ganska glesbefolkat, med 25 invånare per kvadratkilometer. Närmaste större samhälle är Pardubice, 15,8 km nordost om Kostelec u Heřmanova Městce. Omgivningarna runt Kostelec u Heřmanova Městce är en mosaik av jordbruksmark och naturlig växtlighet.